# Штамм, Светлана Ивановна
Светла́на Ива́новна Штамм (1918 — после 1996) — учёный в области истории государства и права России, кандидат юридических наук, старший научный сотрудник Института государства и права РАН.

## Биография
Окончила Московский юридический институт. Ученица профессора С. В. Юшкова.

## Основные работы
- Декларация прав трудящегося и эксплуатируемого народа: Автореферат диссертации на соискание учёной степени кандидата юридических наук / Московский юридический институт. — М., 1951. — 22 с.
- Судебник 1497 года. Учебное пособие по истории государства и права СССР. — М.: Госюриздат, 1955. — 112 с.
- История государства и права СССР. Допущено Министерством высшего и среднего образования СССР в качестве учебника для студентов юридических вузов и факультетов. Ч. 2. История советского государства и права / К. А. Софроненко, И. Д. Мартысевич, О. И. Чистяков, С. И. Штамм; Под общ. ред. К. А. Софроненко; Московский государственный университет им. М. В. Ломоносова. — М.: Госюриздат, 1962.
- Управление народным образованием в СССР (1917—1936 гг.): (Ист.-правовое исслед.) / Отв. ред. Г. А. Дорохова. —  М.: Наука, 1985. — 284 с.
- Серафим Владимирович Юшков, (1888—1952). // Правоведение. — 1988. — № 1. — С. 57—66.
- Развитие русского права в первой половине XIX в. / Авт. кол.: Е. А. Скрипилев, С. И. Штамм, В. М. Клеандрова и др.; Отв. ред. Е. А. Скрипилев; Академия наук СССР. Институт государства и права. — М.: Наука, 1994. — 316 с.

## Награды
Государственная премия Российской Федерации в области науки и техники за монографию «Российское законодательство X—XX веков» в девяти томах (1996)